# Mareno di Piave

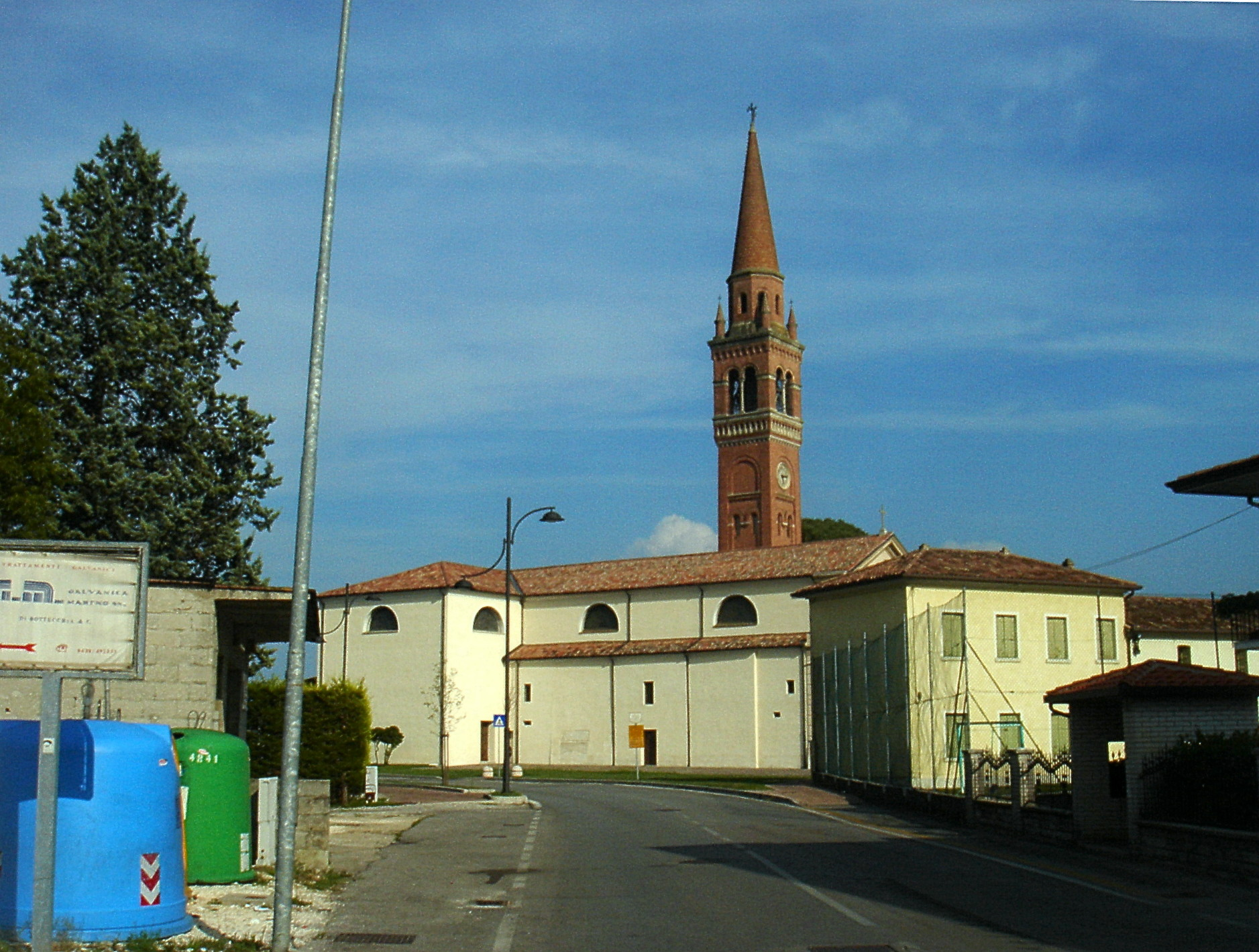
Parochialkirche in Mareno di Piave

Mareno di Piave ist eine nordostitalienische Gemeinde (comune) mit 9455 Einwohnern (Stand 31. Dezember 2023) in der Provinz Treviso in Venetien. Die Gemeinde liegt etwa 21 Kilometer nordnordöstlich von Treviso etwas südlich des Monticano.

## Verkehr
Die Gemeinde liegt an der Autostrada A27 von Mestre Richtung Dolomiten.

## Persönlichkeiten
- Francesco Donà (um 1468–1553), 79. Doge, ist in der Familiengruft in Mareno di Piave begraben
- Giuseppe Ros (1942–2022), Boxer, wie sein Bruder Ernesto Ros (* 1952) im Ortsteil Santa Maria di Piave geboren
- Domenico Cancian (* 1947), römisch-katholischer Ordensgeistlicher, Bischof von Cittá di Castello
- Antonio Cancian (* 1951), Politiker